# 新田貞觀
新田 貞觀（にった さだみ、嘉永6年1月13日（1853年2月20日） - 明治14年（1881年）9月16日）は、明治時代の由良（新田）家当主。新田貞時の次男。童名は乙次郎。明治維新以前は 由良 貞觀（ゆら さだみ）と名乗っていた。双子の兄に新田貞善がいる。
嘉永6年（1853年）、江戸の由良家邸において誕生した。慶応4年（1868年）春、養祖父貞靖、父貞時と共に新田姓に復した。
明治10年（1877年）に兄の跡を継ぐも、子貞成を残して明治14年（1881年）9月16日に29歳で死去した。
葬儀は由良家の菩提寺、國昌寺にて執り行われ埋葬された。法号は解脱院殿本来無一大居士。後継の新田義基（前名：貞成）は嫡子。新田貞康は義子（没後に養子となったとするも貞觀との養子関係はなく、後見のための仮当主である）。